# 11-es busz (Várpalota)
A várpalotai 11-es jelzésű autóbusz az Autóbusz-állomás és a Kiskertek megállóhelyek között közlekedett. A vonalat a Volánbusz üzemeltette.

## Története
A járat azért szűnt meg, mert Várpalotán 2021. január 1-jétől a helyközi járatokon nem fogadják el a helyi jegyeket és bérleteket.

## Útvonala
| Kiskertek felé | Autóbusz-állomás felé |
| --- | --- |
| Autóbusz-állomás – Sörház utca – Szent István út – Szabadság tér – Szent Imre utca – Veszprémi út – Péti út – Berhidai út – Bekötőút – Kiskertek | Kiskertek – Bekötőút – Berhidai út – Péti út – Veszprémi út – Szent Imre utca – Szabadság tér – Szent István út – Sörház utca – Autóbusz-állomás |

## Megállóhelyei
Az átszállási kapcsolatok között a Vasútállomást is érintő 11Y busz nincs feltüntetve!
| 0 | Autóbusz-állomás | 6 | 1, 1Y, 10, 10A       | Helyközi autóbusz-állomás, Krúdy Gyula Városi Könyvtár, Várpalotai temető                                              |
| 2 | Szabadság tér    | 4 | 2, 4, 5, 10, 10A, 14 | Thury Vár, Nagyboldogasszony templom, Városháza, Trianon Múzeum, Nepomuki Szent János Római Katolikus Általános Iskola |
| 5 | Kenyérgyár       | 2 | 4, 10, 10A           | Képesség- és Tehetségfejlesztő Magán Általános Iskola                                                                  |
| 7 | Kiskertek        | 0 |                      | |